# Plastocyanin

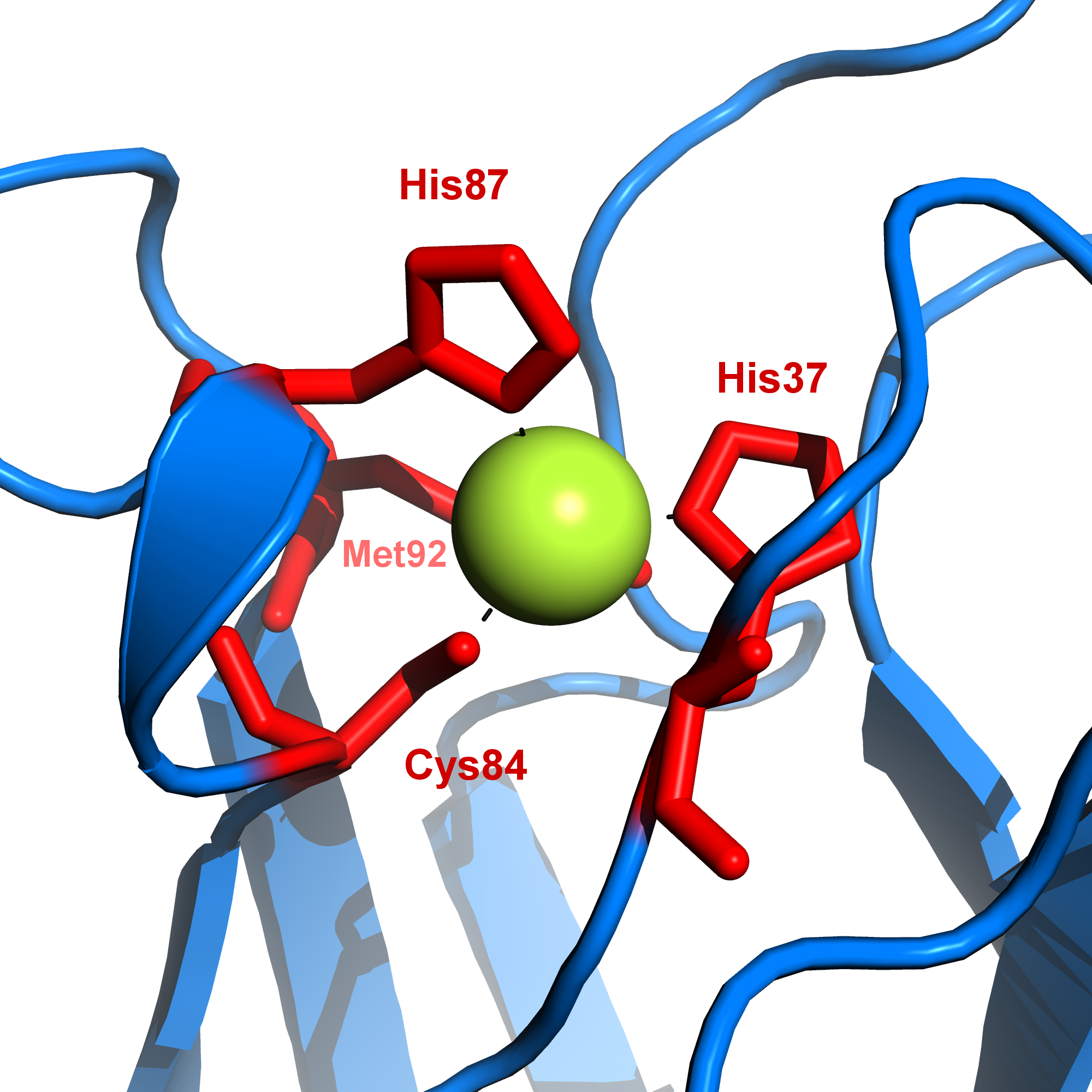
Das Kupferion in Plastocyanin ist durch vier hochkonservierte Aminosäuren komplexiert. Diese sind L-Histidin-37 und 86, L-Cystein-84 sowie L-Methionin-92.

Plastocyanin, manchmal auch als Plastocyan bezeichnet, ist ein kleines Kupferprotein in Algen, grünen Pflanzen und einigen Cyanobakterien, das eine wichtige Rolle bei der Photosynthese spielt. Es transportiert Elektronen von dem Cytochrom-b6f-Komplex zum Photosystem I. In Eukaryoten ist Plastocyanin im Lumen der Thylakoide lokalisiert.
Plastocyanin gehört zu den blauen Kupferproteinen, die in Pflanzen, Archaeen und Bakterien vorkommen.

## Struktur
Plastocyanin ist in Spinat und den meisten anderen Organismen in seiner reifen Form 10,5 kDa schwer, sowie aus 99 Aminosäuren aufgebaut. Es bindet als Kofaktor koordinativ ein Kupferatom, welches durch Elektronenaufnahme zwischen den Oxidationsstufen CuII und CuI wechselt. Das Protein kann also nur ein Elektron aufnehmen und wieder abgeben. Die Tertiärstruktur des Proteins ist ein β-barrel.

## Funktion
Die Lichtreaktion der Photosynthese ist eine Abfolge von Elektronenübergängen, die bei Pflanzen in den Thylakoiden der Chloroplasten stattfindet. Der Proteinkomplex Photosystem II gewinnt unter der Nutzung von Lichtenergie Elektronen aus Wasser. Die Elektronen werden zunächst auf das kleine Molekül Plastochinon, und dann über den Cytochrom-b6f-Komplex auf Plastocyanin und schließlich über das Photosystem I auf NADP+ übertragen. Plastocyanin ist ein löslicher Elektronenträger, der im Lumen des Thylakoiden diffundiert.
Das Elektron wird von Cytochrom-f, eine Untereinheit des Cytochrom-b6f-Komplexes, direkt auf Plastocyanin übertragen. In einigen Cyanobakterien und Algen wird Plastocyanin durch das kleine, eisenhaltige Protein Cytochrom-c6 ersetzt. Plastocyanin und Cytochrom-c6 interagieren direkt mit Photosystem I und reduzieren dessen photooxidiertes Reaktionszentrum P700+.

## Expression und Topogenese
Plastocyanin wird bei Pflanzen und Grünalgen im Kern von dem Gen petE kodiert, dessen cytosolisch translatiertes Produkt ein Präpro-Apoprotein mit N-terminalem Transitpeptid ist, welches nach dem Import in den Chloroplasten durch eine Peptidase abgespalten wird. Diese Zwischenform wird dann über den SecA-Transportweg in das Thylakoidlumen befördert, wo es das Kupferatom bindet.

### Regulation derpetE-Expression
Die petE-Genexpression wird teils durch den zellulären Zuckerstatus reguliert (sugar sensing), so wird die Expression bei Akkumulation von Zuckern gehemmt. Des Weiteren reprimiert auch eine Reduktion des Plastochinon-Pools und des Thioredoxin-Systems, sowie die Qualität des eingestrahlten Lichts (bzw. ein Wechsel von präferentiell Photosystem-II-anregendem Licht zu Photosystem-I-anregendem Licht) die petE-Expression.
Daneben wird die petE-Expression durch die Anwesenheit reaktiver Sauerstoffspezies unterdrückt. Dafür sind retrograde Signalwege erforderlich, die die Genexpression kernkodierter Gene in Abhängigkeit von plastidären Signalen regulieren. Bei den erwähnten Untersuchungen wurde allerdings nur die petE-Genexpression und nicht die Akkumulation des Proteins analysiert, die nicht zwangsläufig übereinstimmen müssen.

## Interaktion mit den Photosynthesekomplexen
Plastocyanin bildet mit Cytochrom-f einen festen Übergangskomplex, wodurch eine sehr schnelle Elektronenübergabe innerhalb von 35 bis 350 µs ermöglicht wird.
Arginine und Lysine in der Region zwischen der großen und kleinen Domäne von Cytochrom-f binden Plastocyanin möglicherweise über elektrostatische Kräfte. Das reduzierte Plastocyanin interagiert in höheren Pflanzen direkt mit Photosystem I und bildet mit ihm einen Übergangskomplex. Daraufhin durchläuft der Komplex eine Konformationsänderung und ein Elektron wird an P700+ weitergegeben. Die Elektronenübergabe von Plastocyanin an P700 ist mit einer Dauer von 10 bis 20 µs schnell, da reduziertes Plastocyanin stärker gebunden wird als oxidiertes Plastocyanin. In den Kristallstrukturen von Photosystem I ist eine flache Region auf der Lumenseite des Photosystems zu erkennen, die wahrscheinlich die Bindestelle für Plastocyanin ist. Luminale Schleifen von PsaA und PsaB tragen zur effizienten Bindung von Plastocyanin bei. In Pflanzen wird des Weiteren durch zusätzliche Aminosäuren am N-Terminus von PsaF eine sehr viel festere Plastocyanin-Bindung erreicht, als in den meisten Cyanobakterien – bei diesen interagiert Plastocyanin durch Kollision, und nicht spezifisch mit Photosystem I; die gemessenen Transfergeschwindigkeiten sind hier bis zu zwei Größenordnungen kleiner. Allerdings formiert sich in Cyanobakterien ein fester Übergangskomplex zwischen Photosystem I und dem alternativen Elektronenträger Cytochrom-c6.